# Quakenbrück
Quakenbrück (plattysk  Quokenbrügge) er en by og en kommune med knap 12.900 indbyggere (2013), i den nordlige del af Landkreis Osnabrück, i den tyske delstat Niedersachsen. Byen er administrationsby i Samtgemeinde Artland.

## Geografi
Quakenbrück ligger på Nordtyske Slette midt i det udstrakte marskland i landskabet Artland. Floden Hase kommer fra Teutoburger Wald mod syd, og løber ud over Cloppenburger Geest til den ved en terrænstigning drejer mod vest. Der hvor Hase og dens forgreninger svinger mod vest mod ligger Quakenbrück.
Kommunen har en udstrækning i nord-sydlig retning på omkring 5 kilometer, og i i øst-vestlig retning knp 7 kilometer.

## Inddeling
I kommunen har den gamle bydel Quakenbrück cirka 4.000 indbyggere, Neustadt ca. 5.000 indb., Hakenkamp ca. 2.500 indb., Hengelage ca. 2.000 indb., derudover er der Antoniort, Gut Vehr og rekreationsområdet Schützenhof..

### Nabokommuner
Nabokommuner til Quakenbrück er mod nord Essen (Oldb) (ca. 6 km væk), i øst ligger Dinklage (13 kilometer), mod syd Badbergen (5 kilometer) og mod vest Menslage (12 kilometer).
Badbergen og Menslage danner med Quakenbrück og Nortrup Samtgemeinde Artland i Landkreis Osnabrück, mens Dinklage ligger i Landkreis Vechta og Essen (Oldb) i Landkreis Cloppenburg.